# Cefazolina

Cefazolina

A Cefazolina é um antibiótico do grupo das Cefalosporinas da primeira geração, mais conhecido como Kefazol (ABL - Laboratório). Apresenta propriedades um pouco distintas da cefalotina como velocidade mais lenta de eliminação, ligação mais alta às proteínas, volume mais baixo de distribuição, dentre as cefalosporinas de primeira geração a cefazolina é preferida pelas propriedades já citadas em profilaxias cirúgicas. Do ponto de vista terapêutico, longas meias-vidas e pequeno volume de distribuição - resultando em baixa potência clínica - são fatores determinantes para a sua PROSCRIÇÃO no dia a dia.
As doses são de 1 a 2 g a cada 4 horas durante o intra-operatório. E se houver necessidade de manutenção, que fique por 24 a 48 horas, no máximo. Para desta forma, evitar a emergência de germes resistentes.